# Air Berlin
Air Berlin PLC & Co. Luftverkehrs KG, som var selskabet officielle navn, optrådte udadtil for det meste under betegnelsernes airberlin, Air Berlin eller airberlin.com var det næststørste tyske flyselskab og det 6.-største i Europa, grundlagt i 1978. Selskabets IATA-code er AB og ICAO-coden er BER. Air Berlin og dets datterselskaber transporterede i 2009 33,6 millioner passagerer.
Air Berlin indtrådte 20. marts 2012 i den internationale lufttrafikalliance Oneworld.
Den 15. august 2017 gik selskabet i betalingsstandsning, efter at have indgivet en konkursbegæring. Selskabet forsatte dog med at operere, bl.a. takket være et midlertidigt lån (kassekredit) fra; Den tyske statsudviklingsbank (KfW). Den 27. oktober 2017 fløj Air Berlin det sidste fly, AB6210, fra München til Berlin.

## Historie

### 1970'erne
Air Berlin er oprettet i af den tidligere Pan Am kaptajn Kim Lundgren. Air Berlin Inc. blev etableret som berlinsk charterflyselskab i juli 1978 og registreret i delstaten Oregon i USA, fordi det efter 2. verdenskrig og indtil den tyske genforening i 1990 kun var tilladt for fly fra sejrsmagterne at flyve til og fra Vestberlin. Flyselskabets officielle hjemsted var Miami i den amerikanske delstat Florida. Det første fly, Air Berlin sendte af sted, var et Boeing 707-fly, der den  28. april 1979 startede fra Berlin for at flyve til Palma de Mallorca. Air Berlin specialiserede sig i mål i Middelhavsregionen, og Mallorca og var 1970'erne den vigtigste destination for Air Berlin.

### 1990'erne
Efter den tyske genforening mistede flyselskaberne fra de tidligere allierede monopolet på flyvning til og fra Berlin, og derfor blev det nødvendigt at lade Air Berlin registrere hos de tyske luftfartsmyndigheder. Med den tidligere LTU-manager Joachim Hunold fandt han den samarbejdspartner, som den 16. april 1991 stod fadder til den "Air Berlin GmbH & Co. Luftverkehrs KG" og vandt yderligere tyske selskabsdeltagere til virksomheden. I de følgende år ændrede koncernchef Joachim Hunold virksomhedens profil fra bunden af. Det tidligere mindre charterflyselskab blev skridt for skridt udbygget til det næststørste tyske flyselskab med faste indenrigs- og udenrigsruter. Air Berlin er siden 1997 medlem af International Air Transport Association og dermed et linieflyselskab i ordinær ruteflyvning. Bookinger kan foretages via gængse internationale systemer, herunder også baseret på mellemlandinger med flyskift til andre flyselskaber. 

### 2000'erne
I begyndelsen af 2004 blev Air Berlin med 24 procent medejer af Niki, et nyt flyselskab grundlagt af den tredobbelte østrigske formel-1-verdensmester Niki Lauda. Arbejdsopgaverne blev fordelt mellem de to selskaber og Air Berlin var ansvarlig for markedsføring, salg og logistik. Målet med denne første europæiske Low-Fare-alliance var oparbejdelsen af det østrigske og det østeuropæiske marked. Den 1. januar 2006 blev Air Berlins virksomhedsform ændret fra et tysk GmbH & Co. KG (anpartsselskab) til et PLC & Co. KG (aktieselskab). Aktierne blev udbudt på børsen den 11. maj 2006. I 2006 købte Air Berlin det tyske flyselskab dba. I 2007 bekendtgjordes Air Berlins overtagelse af flyselskabet LTU. Ligeledes i 2007 opkøbte Air Berlin 49 % af aktierne i det schweiziske flyselskab Belair Airlines AG. I 2009 beseglede Air Berlin PLC og TUI Travel PLC en langsigtet strategisk alliance. Samtidig med overgangen til vinterflyveplanen 2009/10 overtog Air Berlin city-rutenettet fra TUIfly.

### 2010'erne
I juli 2010 blev det bekendtgjort, at Air Berlin slutter sig til den internationale luftfartsalliance Oneworld.  Som forberedelse på partnerskabet aftalte Air Berlin med American Airlines og Finnair om at gennemføre fly med fælles flynummer (codesharing) fra og med vinterflyplanen 2010/2011. Den 1. april 2011 havde Air Berlin komplet integreret flyselskabet LTU der blev overtaget i august 2007, og samtlige tekniske virksomheder i Air Berlin Group blev lagt sammen i det nye selskab "airberlin technik GmbH".
Den 15. august 2017 blev Air Berlin som på dette tidspunkt var Tysklands næststørste flyselskab, erklæret konkurs. Den 27. Oktober 2017 landede det sidste Air Berlin fly Flight BER4EVER kl.23:45 som fløj mellem München og Berlin Tegel.

## Nøgletal
|                            | 2003     | 2004     | 2005    | 2006    | 2007    | 2008    | 2009    | 2010    |
| -------------------------- | -------- | -------- | ------- | ------- | ------- | ------- | ------- | ------- |
| Omsætning [mio. euro]      | 863,2    | 1.033,9  | 1.215,2 | 1.575,4 | 2.536,5 | 3.400,7 | 3.240,3 | 3.723,6 |
| Overskud [mio. euro]       | 36,7     | −2,9     | −115,9  | 40,1(1) | 21,0    | -75,0   | -9,5    | -97,2   |
| Antal medarbejdere         | 1.956    | 2.146    | 2.764   | 4.108   | 8.360   | 8.311   | 8.278   | 8.900   |
| Antal passagerer [x1000]   | 10.019 ? | 12.055 ? | 17.505  | 19.702  | 27.863  | 28.559  | 27.911  | 33.593  |
| Sædeudnyttelsesgrad [%]    | 76,72 ?  | 79,52 ?  | 75,23   | 75,27   | 77,22   | 78,36   | 77,26   | 76,79   |
| Antal fly ved årets udgang | 46       | 47       | 79      | 117     | 124     | 125     | 152     | 169     |

(1) = korrigeret senere af Air Berlin.

## Fælles flynumre
- American Airlines (Oneworld)
- Bangkok Airways
- British Airways (Oneworld) (juli 2011)
- Finnair (Oneworld)
- Hainan Airlines
- NIKI
- S7 Airlines (Oneworld)
- Pegasus Airlines

## Flyflåden
Flådens gennemsnitlige alder var i 2011 4,9 år. Som følge af løbende investeringer i udstyr med lavt forbrug havde Air Berlins jetfly et sparsomt brændstofforbrug og lave emissions- og støjværdier. 2010 reducerede Air Berlin det gennemsnitlige forbrug med 1,1 procent til 3,60 liter pr. 100 passagerkilometer. Allerede i maj 2001 overtog Air Berlin det første Boeing 737-800 med det eftermonterede brændstofbesparende Blendes Winglets, som efterhånden blev monteret i den overvejende del af Air Berlins flåde. 

## Air Berlin Technik
Air Berlin Technik var en del af Air Berlin Group og en EASA Part 145-organisation. Den udførte med ca. 1.200 medarbejdere service både på flyene i Air Berlin Group og på fly tilhørende andre europæiske luftfartsselskaber. Air Berlin Technik er godkendt af forskellige nationale luftfartsmyndigheder som fx USA FAA-145, Canadian CAA-145, Aruba EASA-145, Federal Aviation Authority of Russia og GCAA (Forende Arabiske Emirater). Aktiverne i det  insolvente Airberlin Technik GmbH blev i 2018 med sine stationer i Düsseldorf og Berlin og mere end 200 medarbejdere overtaget af Nayak-LM Germany GmbH i 2018.

## Udmærkelser
- Telegraph Travel Award 2008[11]
- World Travel Award 2008[12]
- European Business Award 2009[11]
- oekom research 2009[11]
- Business Travel Award 2010[13]
- Spain Tourism Award (STAR) 2010[11]
- Skytrax World Airline Award 2010[14]
- Danish Travel Award 2010[11]

## Ekstern henvisning
- Wikimedia Commons har flere filer relateret til Air Berlin